# Hans Wikne
Hans Wikne, född 11 september 1914 i Sparreholm i Hyltinge församling, död 17 oktober 1996 i Kolbäck, var en svensk ryttare och ryttmästare. Han tävlade för K 1 IF.
Han tände den olympiska elden då ridsporten vid de olympiska sommarspelen 1956 hölls i Stockholm. Detta på grund av Australiens dåvarande strikta karantänregler som förhindrade ridtävlingarna från att hållas i värdstaden Melbourne.
Wikne tävlade för Sverige vid olympiska sommarspelen 1964 i Tokyo, där han slutade på 11:e plats i den individuella dressyren och på femte plats i lagtävlingen i dressyr.